# Министарски савет Краљевине Југославије
Министарски савет Краљевине Југославије је био централни управни орган у Краљевини Југославији.

## Називи
- Министарски савет Краљевства Срба, Хрвата и Словенаца, до јула 1920.
- Министарски савет Краљевине Срба, Хрвата и Словенаца, до октобра 1929.
- Министарски савет Краљевине Југославије
- Министарски савет Демократске Федеративне Југославије, 1945.

## Историја

### Видовдански устав (1921)
Према Видовданском уставу (1921) сви министри су чинили Министарски савет који је стајао непосредно под краљем. Краљ је именовао председника и чланове Министарског савета. Министри су се налазили на челу појединих грана државне управе, а могли су бити и без портфеља.
Министри су били одговорни краљу и Народној скупштини. Они су могли оптужити министре за повреду Устава и земаљских закона учињену у службеној дужности. Министар је могао бити оптужен како за време трајања своје службе тако и за пет година после одступања. Кад би министра оптужила Народна скупштина, одлука о стављању министра под суд доносила се већином од две трећине гласова присутних чланова. Министрима је судио Државни суд. Њега су чинила шесторица државних саветника и шесторица касационих судија. Бирали су их коцком Државни савет и Касациони суд у својим пленарним седницама. Председник Касационог суда је био председник Државног суда. Ближе одредбе о министарској одговорности је садржавао посебан закон.
Министри, активни и на располагању, задржавали су мандат народног посланика. При министарствима су се могли установити државни подсекретаријати за један одређени део послова из те гране државне управе. Државни подсекретари узети из Народне скупштине нису губили свој мандат.
Управну власт је вршио краљ преко одговорних министара. Ниједан чин краљевске власти није имао снаге нити се могао извршити ако га није премапотписао надлежни министар. Законске предлоге су подносили, по овлашћењу краљевом, Министарски савет или поједини министри.
Министарски савет је:
- заступао краља ако наследник престола није био пунолетан или ако је био спречен;
- налазио да је наступио случај краљеве неспособности и то саопштавао Народној скупштини заједно са мишљењем три лекара узета са домаћих медицинских факултета;
- привремено вршио краљевску власт до избора намесника;
- узимао у своје руке краљевску власт када би престо остао без наследника и одмах позивао Народну скупштину у нарочити сазив на којем би се решавало о престолу.

Министарски савет је за време Шестојануарске диктатуре био колегијум без управне надлежности. Састајао се повремено за расправу општеполитичких питања. Његове дотадашње функције је вршио сам председник Министарског савета. Наиме, одлуке које су се доносиле по саслушању Министарског савета тада су се доносиле по саслушању председника Министарског савета док су одлуке које је доносио сам Министарски савет тада доносили ресорни министри у сагласности са председником Министарског савета.

## Састав
Према Септембарском уставу (1931) председник Министарског савета и министри су чинили Министарски савет који је стајао непосредно под краљем. Краљ је именовао и разрешавао председника Министарског савета и министре. Министри су се налазили на челу појединих грана државне управе, али су могли бити и без портфеља.
Министре је могао оптужити краљ и Народна скупштина за повреду Устава и земаљских закона учињених у службеној дужности. За штете које би министар учинио грађанима незаконитим вршењем службе одговарала је држава, а министар држави. Министар је могао бити оптужен како за време трајања своје службе тако и за пет година после одступања. Предлог да би се министар оптужио морао се учинити писмено и морао је садржавати тачке оптужења. Кад би министра оптужила Народна скупштина одлука о стављању министра под суд морала се донети већином од две трећине од укупног броја народних посланика. Ближе одредбе о министарској одговорности прописивао је посебан закон.

## Делокруг
Управну власт је вршио краљ преко одговорних министара. Сваки писмени чин краљевске власти је премапотписивао надлежни министар односно Министарски савет. Законске предлоге су подносили, по овлашћењу краљевом, поједини министри.
Министарски савет је:
- заступао краља ако наследник престола није био пунолетан или ако је био спречен;
- налазио да је наступио случај краљеве неспособности и то саопштавао Народном представништву заједно са мишљењем три лекара узета са домаћих медицинских факултета;
- привремено вршио краљевску власт до ступања на дужност намесника;
- узимао у своје руке краљевску власт када би престо остао без наследника и одмах позивао Народно представништво у нарочити сазив на којем би се решавало о престолу.

Према Закону о уређењу врховне државне управе (1929) врховна државна управа је била подељена на 12 министарстава и Председништво Министарског савета. На челу врховне државне управе је стајао председник Министарског савета који је истовремено управљао пословима Председништва. Дотадашње функције Министарског савета је вршио сам председник Министарског савета. Међутим, Министарски савет након завршетка Шестојануарске диктатуре више није био колегијум без управне надлежности.
Министарски савет је имао задатак да одржава јединство и једнообразност у пословима свих министарстава. Законски предлози и предлог буџета морали су се претходно претресати у Министарском савету. Министарски савет није издавао никакве административне акте у своје име већ је само давао претходни пристанак за министарске предлоге краљу или претходно одобрење министарских аката. У сваком краљевом или министарском акту коме је претходио претрес у Министарском савету морало је бити назначено да је Министарски савет саслушан односно да је дао своје одобрење.

## Споразум Цветковић—Мачек (1939)
Уредбом о Бановини Хрватској од 26. августа 1939. правно је санкционисан правни положај ове нове области у оквиру Краљевине Југославије. Извршен је пренос компетенција са централне власти на Бановину Хрватску тако да општој надлежност остаје заједничкој централној власти за послове спољне политике, народне одбране и врховне државне управе. "У надлежност Бановине Хрватске преносе се послови: пољопривреде, трговине, индустрије, шума, рудника, грађевина, социјалне политике и народног здравља, физичког васпитања, правде, просвете и унутрашње управе". Уредбом о Бановини Хрватској уређен је статус Бановине Хрватске потпуно другачије од положаја осталих бановина у саставу Краљевине Југославије.

## Владе Краљевине Југославије у егзилу (1941)
Влада Краљевине Југославије 15. априла 1941. напушта земљу и делује у емиграцији.

## Списак председника Министарског савета (1918—1945)
| Почетак мандата | Крај мандата  | Име и презиме       | Датум рођења и смрти         | Белешка                                      |
| --------------- | ------------- | ------------------- | ---------------------------- | -------------------------------------------- |
| 20. 12. 1918.   | 16. 8. 1919.  | Стојан Протић       |                              |                                              |
| 16. 8. 1919.    | 19. 2. 1920.  | Љубомир Давидовић   |                              |                                              |
| 19. 2. 1920.    | 17. 5. 1920.  | Стојан Протић       |                              |                                              |
| 17. 5. 1920.    | 1. 1. 1921.   | Миленко Веснић      |                              |                                              |
| 1. 1. 1921.     | 27. 7. 1924.  | Никола Пашић        |                              |                                              |
| 27. 7. 1924.    | 6. 11. 1924.  | Љубомир Давидовић   |                              |                                              |
| 6. 11. 1924.    | 8. 4. 1926.   | Никола Пашић        |                              |                                              |
| 8. 4. 1926.     | 17. 4. 1927.  | Никола Узуновић     |                              |                                              |
| 17. 4. 1927.    | 27. 7. 1928.  | Велимир Вукићевић   | 11. 7. 1871. - 27. 11. 1930. |                                              |
| 27. 7. 1928.    | 6. 1. 1929.   | Антон Корошец       | 12. 5. 1872. - 14. 12. 1940. |                                              |
| 6. 1. 1929.     | 4. 4. 1932.   | Петар Живковић      | 1. 1. 1879 — 3. 2. 1947.     | од 3. октобра 1929. назив државе Југославија |
| 4. 4. 1932.     | 6. 7. 1932.   | Војислав Маринковић | 13. 5. 1876 — 18. 9. 1935.   |                                              |
| 6. 7. 1932.     | 27. 1. 1934.  | Милан Сршкић        | 3. 2. 1880 — 12. 4. 1937.    |                                              |
| 27. 1. 1934.    | 20. 12. 1934. | Никола Узуновић     | 3. 5. 1873 — 19. 7. 1954.    |                                              |
| 20. 12. 1934.   | 24. 6. 1935.  | Богољуб Јевтић      | 24. 12. 1886 — 1960.         |                                              |
| 24. 6. 1935.    | 5. 2. 1939.   | Милан Стојадиновић  | 23. 7. 1888 — 26. 10. 1961.  |                                              |
| 5. 2. 1939.     | 27. 3. 1941.  | Драгиша Цветковић   | 15. 1. 1893 — 18. 2. 1969.   |                                              |
| 27. 3. 1941.    | 11. 1. 1942.  | Душан Симовић       | 28. 10. 1882 — 26. 8. 1962.  | у егзилу од 16. априла 1941.                 |
| 11. 1. 1942.    | 26. 6. 1943.  | Слободан Јовановић  | 26. 11. 1869 — 12. 11. 1958. | у егзилу                                     |
| 26. 6. 1943.    | 10. 8. 1943.  | Милош Трифуновић    | 30. 10. 1871 — 19. 2. 1957.  | у егзилу                                     |
| 10. 8. 1943.    | 1. 6. 1944.   | Божидар Пурић       | 19. 2. 1891 — 28. 10. 1977.  | у егзилу                                     |
| 1. 6. 1944.     | 7. 3. 1945.   | Иван Шубашић        | 27. 5. 1892 — 22. 3. 1955.   | у егзилу                                     |
| 7. 3. 1945.     | 29. 11. 1945. | Јосип Броз Тито     | 25. 5. 1892 — 4. 5. 1980.    | претходно вођа НКОЈ-а 1943—1945.             |

## Министарства
Указом регента Александра од 7/20. децембра 1918. формиран је Министарски савет Краљевства Срба, Хрвата и Словенаца, са 17. министарстава. Број министарства није био постојан (13−17) све до 1929. Доношењем Закона о уређењу врховне државне управе од 31. марта 1929. је врховна државна управа подељена на 12 министарстава. Од 27. октобра 1929. основано је ново министарство физичког васпитања народа.
- Министарство иностраних послова (првобинтно назив: Министарство иностраних дела)
- Министарство унутрашњих послова (првобинтно назив: Министарство унутрашњих дела)
- Министарство правде
- Министарство финансија
- Министарство грађевина
- Министарство војске и морнарице (до 1941)
- Министарство војске (1941—1942)
- Министарство ваздухопловста и морнарице (1941—1942)
- Министарство војске, ваздухопловста и морнарице (од 1942)
- Министарство трговине и индустрије
- Министарство железница
- Министарство саобраћаја
- Министарство пољопривреде
- Министарство припреме за Уставотврону скупштину и изједначење закона
- Министарство шума и рудника
- Министарство народног здравља (до 1929)
- Министарство социјалне политике и народног здравља (пре 1929. Министарство социјалне политике)
- Министарство вера (до 1929)
- Министарство исхране и обнове земље (до 1929)
- Министарство пошта и телеграфа (до 1929)
- Министарство физичког васпитања народа (до 1941)
- Министарство пошта, телеграфа и телефона (од 1935)
- Министарство снабдевања и исхране (од 19. јануара 1941)

## Потпредседници владе
Поједине владе поред председника имале су и потпредседнике. Први потпредседник био је А. Корошец у влади С. Протића од 16. децембра 1918. до 16. августа 1919, затим Ј. Бианкини у другој влади Љ. Димитријевића.
Споразумом Цветкоивћ−Мачек 26. августа 1939. уведена је функција потпредседника Министарског савета.